# Just Job
Just Job, modern svensk musikal med engelsk text, första gången framförd i Katarina kyrka hösten 2004. Text: Elias Nyberg Musik: Jonah Nilsson och Arvid Svenungsson. Den stilbildande uppsättningen anses vara den på Orionteatern våren 2005 med regi av Jens Karlsson. 
Musikalen återberättar Jobs bok ur Gamla Testamentet i en stil inspirerad av bland annat musikalen Jesus Christ Superstar och med en humor hämtad från Joseph and the Amazing Technicolor Dreamcoat. Särpräglande är den fritänkande men melodiösa musiken och ett perspektiv där inte bara Job utan även hans familj och folk ges gestalt.

## Roll-lista från Orionteatern 2005
- Job - Leonard Malm
- Kocken - David Fukamachi Regnfors
- Gud - Leandro Saucedo[källa behövs]
- Satan - Danny Saucedo[källa behövs]
- Jobs Fru - Johanna Cervin
- Flickan - Emelie Irewald
- Receptionisten - Julia Hallengren